# Elisa Casanova
Elisa Casanova, född 26 november 1973 i Genua, är en italiensk vattenpolospelare (centerforward) som sedan 2011 spelar för Rari Nantes Imperia. Hon ingick i Italiens damlandslag i vattenpolo vid olympiska sommarspelen 2008 och 2012.
Casanova gjorde sju mål i den olympiska vattenpoloturneringen 2008 i Peking där Italien kom på sjätte plats. Fyra år senare deltog hon i OS i London där Italien kom på sjunde plats. Vid tidpunkten av OS i Peking var hennes klubblag Fiorentina Waterpolo.
Casanova tog EM-guld år 2012 i Eindhoven som blev höjdpunkten i hennes landslagskarriär som hon valde att avsluta efter det året. Casanova, som fick debutera i landslaget först den 2 mars 2007, hann ändå bära ansvar som lagkapten mot slutet av landslagskarriären.